# Lippia bracteosa
Lippia bracteosa là một loài thực vật có hoa trong họ Cỏ roi ngựa. Loài này được (M.Martens & Galeotti) Moldenke mô tả khoa học đầu tiên năm 1947.